# Žalm 128

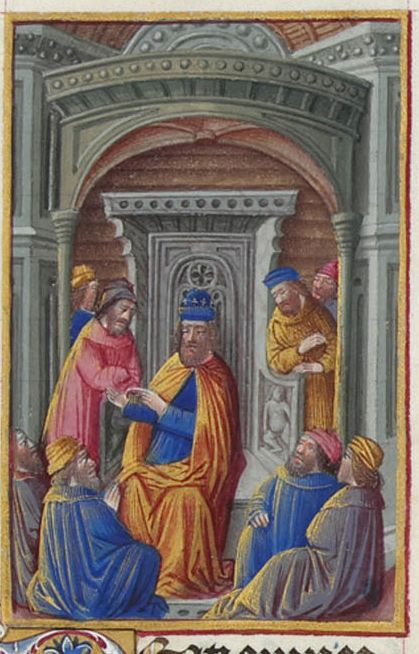
Žalm 128, iluminace z přebohatých hodinek vévody z Berry

Žalm 128 (Jak jsou milé tvé příbytky, Hospodine zástupů!, lat.  Quam dilecta tabernacula tua Domine virtutum, podle řeckého překladu žalm 127) je součástí starozákonní Knihy žalmů. 

## Text
| verš | hebrejský originál                                             | český překlad                                                                                          | latinský překlad (Vulgata)                                                                                     |
| ---- | -------------------------------------------------------------- | --- | --- |
| 1    | שִׁיר, הַמַּעֲלוֹת:אַשְׁרֵי, כָּל-יְרֵא יְהוָה-- הַהֹלֵךְ, בִּדְרָכָיו                   | Poutní píseň. Blaze každému, kdo se bojí Hospodina, kdo chodí po jeho cestách!                         | [Canticum graduum] Beati omnes qui timent Dominum qui ambulant in viis eius                                    |
| 2    | יְגִיעַ כַּפֶּיךָ, כִּי תֹאכֵל; אַשְׁרֶיךָ, וְטוֹב לָךְ                             | Co rukama vytěžíš, budeš i jíst. Blaze tobě, bude s tebou dobře.                                       | Labores manuum tuarum quia; manducabis beatus es et bene tibi erit                                             |
| 3    | אֶשְׁתְּךָ, כְּגֶפֶן פֹּרִיָּה-- בְּיַרְכְּתֵי בֵיתֶךָ:בָּנֶיךָ, כִּשְׁתִלֵי זֵיתִים-- סָבִיב, לְשֻׁלְחָנֶךָ | Tvá žena bude jak plodná réva uvnitř tvého domu, tvoji synové jak olivové ratolesti kolem tvého stolu. | Uxor tua sicut vitis abundans in lateribus domus tuae filii tui sicut novella olivarum in circuitu mensae tuae |
| 4    | הִנֵּה כִי-כֵן, יְבֹרַךְ גָּבֶר-- יְרֵא יְהוָה                                 | Hle, jak bývá požehnán muž, který se bojí Hospodina.                                                   | Ecce sic benedicetur homo qui timet Dominum                                                                    |
| 5    | יְבָרֶכְךָ יְהוָה, מִצִּיּוֹן: וּרְאֵה, בְּטוּב יְרוּשָׁלִָם--כֹּל, יְמֵי חַיֶּיךָ             | Hospodin ať požehná ti ze Sijónu, abys viděl dobro Jeruzaléma po všechny dny svého žití,               | Benedicat te Dominus ex Sion et videas bona Hierusalem omnibus diebus vitae tuae                               |
| 6    | וּרְאֵה-בָנִים לְבָנֶיךָ: שָׁלוֹם, עַל-יִשְׂרָאֵל                                | abys uviděl syny svých synů. Pokoj s Izraelem!                                                         | Et videas filios filiorum tuorum pax super Israhel                                                             |

## Užití v liturgii

### V křesťanství
V katolické církvi se používá při denní modlitbě církve při Svátku Svaté rodiny a o 33. neděli v liturgickém mezidobí.

### V judaismu
V judaismu je bohoslužebně užíván při svátku sukot.

## Užití v hudbě
Mezi významná hudební zpracování žalmu 128 patří díla těchto autorů:
- Michel Richard Delalande
- Marc-Antoine Charpentier ve formě velkého moteta pod názvem Beati omnes qui timent Dominum, H.178 (1680)
- Henry Desmarest